# 依兰站
依兰站位于中华人民共和国黑龙江省哈尔滨市依兰县，是哈佳铁路上的高铁站，于2018年9月30日通车启用，由哈尔滨铁路局管辖。

## 車站周邊
- 依兰县公安局公路巡逻民警大队依兰二中队

## 歷史
- 2018年9月30日通车启用。

## 外部連結
- 中国铁路客户服务中心（页面存档备份，存于）